# 사랑과 영혼
《사랑과 영혼》(영어: Ghost)은 1990년에 개봉한 미국의 로맨틱 판타지 스릴러 영화이다.

## 줄거리
금융업계에서 일하는 샘과 도예가인 몰리 커플은 새로운 삶을 꿈꾸며 맨해튼의 아파트로 이사한다. 샘의 직장 동료이자 친구인 칼이 이사를 돕는다. 샘과 몰리는 서로를 깊이 사랑했지만, 몰리가 사랑한다고 말하면 샘은 ‘동감이야(ditto)’라고 대답하며 말을 돌리는 것이 일상이었다. 어느 날 샘은 업무 중에 신원불명의 가계좌에 어마어마한 금액이 입금되어 있는 것을 발견하고, 칼이 돕겠다는 것도 거절하고 조사해 보기로 한다. 그날 밤 몰리와 함께 연극 맥베스를 보고 귀가하던 길에 둘은 강도를 만난다. 샘은 강도와 싸우다가 강도의 칼에 찔려 쓰러진다. 샘은 그 순간 유령이 되고, 자신의 시체를 안고 울부짖는 몰리를 본다. 유령이 된 샘이 몰리에게 손을 내밀어 보지만 그 어떤 것도 손에 잡히지 않고 허공을 스쳤다.
몰리는 샘의 죽음에 몇 날 며칠을 슬픔 속에 보낸다. 그리고 그 곁을 샘의 영혼이 맴돈다. 칼이 찾아와서 샘의 유품 정리를 도우면서, 침울하기만 한 몰리를 위로하며 외출을 권한다. 몰리가 나간 사이 아파트에 샘을 죽인 강도가 침입한다. 강도가 무언가를 찾던 도중에 몰리가 되돌아온다. 강도가 몰리를 노리는 것을 보자 샘은 막으려 했지만 유령인 몸으로는 아무것도 통하지 않았다. 샘은 키우던 고양이가 유령이 된 자신을 알아보는 것을 눈치채고 고양이를 놀라게 해 강도를 쫓아낸다.
샘은 강도를 뒤쫓는다. 윌리라는 이름의 그 강도는 어째선지 몰리를 노리고 있었다. 돌아오는 길에 샘은 어느 점술사의 집을 발견하고 구경을 간다. 오다 메이라는 이름의 점술사는 영혼과 소통할 수 있다면서 손님들에게 거짓말을 하고 있었다. 그걸 본 샘이 그녀를 비웃자, 오다 메이가 샘의 목소리를 알아듣는다. 샘은 깜짝 놀라 오다 메이를 따라간다. 샘은 몰리를 구하기 위해 오다 메이를 이용하기로 하고, 그녀를 계속 자극해서 몰리의 집을 찾아가게 한다. 몰리는 처음에는 오다 메이를 믿지 않는다. 하지만 샘이 자신만 아는 정보를 오다 메이에게 소리치게 하자 결국 그녀를 집에 들인다. 샘은 오다 메이를 통해 윌리가 몰리를 노리고 있음을 알린다.
몰리는 윌리에 대한 정보를 칼에게 알린다. 경찰에도 알리지만 경찰들은 유령이 한 이야기를 믿지 않고, 몰리는 도리어 오다 메이가 전과가 있는 사기꾼이라는 사실만 듣는다. 한편 칼을 쫓아간 샘은 사실 칼이 윌리와 한패였으며, 자신의 살해를 사주한 장본인임을 알게 된다. 마약 거래에 손을 댄 칼은 대금을 넣어둔 계좌를 샘이 알게 되자 그를 죽인 것이었다. 샘이 계좌에 설정한 비밀번호를 알아낸 칼은 4백만 달러의 대금을 ‘리타 밀러’라는 가짜 명의의 계좌로 옮겨둔다.
어느 날 밤 칼이 몰리의 집을 방문해 샘의 유령에 대해 떠보면서 은근히 몰리를 유혹한다. 분노한 샘이 뛰어들자, 그의 손이 액자에 닿아 액자를 넘어 뜨리고, 몰리는 칼을 떨쳐낸다. 이 일을 계기로 샘은 전에 만난 지하철 유령을 찾아가서, 현현(顯現)하여 폴터가이스트를 일으키는 힘을 수련한다. 이후 샘은 오다 메이를 다시 이용해서, 칼이 대금을 마약 클라이언트에게 보내기 전에 가로챌 계획을 세운다. 오다 메이를 ‘리타 밀러’로 변장시킨 샘은 칼의 가짜 계좌를 해지하고 대금을 수표로 찾은 다음에, 전부 수녀원에 기부해 버린다. 그날 밤 칼이 계좌에 돈이 없는 걸 보고 당황하자, 샘은 키보드를 눌러 칼에게 살인자라고 외친다. 하지만 오다 메이가 돈을 찾을 때 마침 은행을 방문한 몰리가 그녀를 보았고, 몰리는 이를 칼에게 말해버린다. 분노한 칼은 윌리를 데리고 오다 메이의 집을 습격한다. 샘이 오다 메이를 피신시키고, 윌리 앞에서 폴터가이스트 현상을 일으킨다. 공포에 질린 윌리는 도망가다가 교통사고로 죽고, 그의 영혼은 어둠 속에서 나온 악령들에 의해 지옥으로 끌려간다.
샘은 오다 메이를 데리고 다시 몰리를 찾는다. 몰리가 오다 메이를 믿지 않자 샘은 현현의 힘으로 동전을 띄워 자신의 존재를 증명한다. 오다 메이는 샘에게 자신의 몸을 내어주며 빙의하도록 하고, 마침내 샘과 몰리는 그렇게나마 재회한다. 두 사람이 춤을 추고 있을 때, 칼이 집에 쳐들어온다. 막 빙의에서 풀려난 샘은 순간 힘을 쓰지 못하고 몰리와 오다 메이는 칼에게 쫓긴다. 칼이 오다 메이에게 총을 겨누자, 막 회복한 샘이 칼을 밀친다. 칼이 몰리를 인질로 잡자 분노한 샘이 칼을 연타로 공격한다. 칼은 창문으로 도망치려다가, 자신이 던진 갈고리에 깨진 창문조각이 심장 위로 떨어져 즉사한다. 칼의 영혼은 윌리와 마찬가지로 지옥에 떨어진다.
샘이 몰리와 오다 메이 앞에 나타나자 이제 몰리에게도 샘의 목소리가 들리게 된다. 그 순간 하늘에서 샘에게 환한 빛이 비치고 샘은 작별할 때가 왔음을 직감한다. 샘은 오다 메이에게 고마움을 표하고, 몰리와 이별의 키스를 나눈다. 샘은 마침내 ‘사랑한다’고 말하고, 몰리는 ‘동감이야’라고 대답한다. 대답을 들은 샘은 뒤돌아 천국으로 사라진다.

## 출연
- 패트릭 스웨이지 - 샘 휘트
- 데미 무어 - 몰리 젠슨
- 우피 골드버그 - 오다 메이 브라운
- 토니 골드윈 - 칼 브루너
- 릭 아빌레스 - 윌리 로페스
- 빈센트 스키아벨리 - 지하철 유령
- 게일 보그스 - 루이즈
- 아멜리아 매퀸 - 클래라
- 필 리즈 - 응급실 유령
- 오지 블런트 - 올랜도
- 스티븐 루트 - 경찰관
- 브루스 자초 - 라일 퍼거슨

## 한국판 성우진

### KBS (1996년 2월 18일)
- 엄주환 - 샘(패트릭 스웨이지)
- 송도영 - 몰리(데미 무어)
- 성선녀 - 오다메(우피 골드버그)
- 김환진 - 칼(토니 골드윈)
- 조달호 - 올란도(오지 블런트) / 병원 유령(톰 피네건) / 은행 경비원(필 리즈)
- 황정란 - 로즈(마르티나 데이그넌) / 산티아고 부인(안젤리나 에스트라다) / 수녀
- 강구한 - 지하철 유령(빈센트 스키아벨리) / 전화 목소리 / TV 방송 목소리
- 임성표 - 윌리(릭 어바일스)
- 김옥경 - 루이즈(게일 보그스) / 경찰(로라 드레이크) / 은행 직원(샤롯 주커)
- 김정주 - 수잔(수잔 브레슬로) / 클라라(아멜리아 맥퀸) / 수녀
- 김관진 - 라일(브루스 자초우) / 목사(샘 차웃수바스) / 시민 / 유령
- 김소형 - 경찰(스티븐 루트) / 택시 기사(세이드 피라이) / 직원

### MBC (2000년 11월 4일)
- 송준석 - 샘(패트릭 스웨이지)
- 윤소라 - 몰리(데미 무어)
- 손원일 - 카알(토니 골드윈)
- 엄현정 - 오다메(우피 골드버그)
- 안정현
- 이성
- 이인성
- 조향이
- 변종필
- 엄태국
- 김민성
- 김아영
- 김용준
- 오주연
- 이상범
- 한수림
- 김지영
- 노계현
- 표영재

### SBS (2003년 1월 12일)
- 홍성헌 - 샘(패트릭 스웨이지)
- 송도영 - 몰리(데미 무어)
- 성선녀 - 오다메(우피 골드버그)
- 손원일 - 칼(토니 골드윈)
- 성창수 - 지하철 유령(빈센트 스키아벨리)
- 이철용 - 윌리(릭 어바일스)
- 이진화
- 박영화
- 이선호
- 이종혁
- 안장혁
- 정소영
- 정승욱